# Kompliment
Ein Kompliment ist eine wohlwollende, freundliche Äußerung: Eine Person hebt gegenüber einer anderen Person etwas hervor, was der ersteren an der anderen Person besonders gefällt bzw. positiv auffällt. Es können sowohl Eigenschaften oder Leistungen sein als auch äußere Merkmale wie eine geschmackvolle Kleidungsauswahl oder die körperliche Beschaffenheit.
Ein Kompliment kann aber auch die Form eines Einschmeichelns darstellen, um bei einem anderen aufgrund von positiven Bemerkungen ein Wohlwollen zu erwecken.

## Anwendung im Sprachgebrauch
Ausdrucksformen:
- „Mein Kompliment!“
- „Alle Achtung!“
- „Hut ab!“
- „Respekt!“

Die Reaktion auf Komplimente kann je nach Kulturkreis sehr unterschiedlich festgelegt sein. Während man in China dazu verpflichtet ist, ein Kompliment mehrmals zurückzuweisen, etwa mit Phrasen wie: „Ach nein!“, „Sie übertreiben!“ oder „Zu viel des Lobes!“, ist es in Europa eher Sitte, ein Kompliment dankend anzunehmen, um den anderen nicht zu zwingen, sein Kompliment zu wiederholen. Antworten dafür können sein: „Oh vielen Dank, das ist aber nett!“, oder „Wirklich? Sehr schmeichelhaft!“. Es ist auf jeden Fall immer richtig, sich über ein ernst gemeintes Kompliment aufrichtig zu freuen und diese Freude auch zu zeigen. Komplimente sollen eine gute Gesprächsatmosphäre schaffen. Am besten gibt man das Kompliment gleich zurück, etwa: „Sie sind aber auch nicht von schlechten Eltern!“ oder „Darin sind doch gerade Sie der größte Profi!“ u. ä. Oder man bemüht sich, dem Gesprächspartner bei der nächsten sich bietenden Gelegenheit ebenfalls ein Kompliment zu machen.
Empfänger und Absender eines Kompliments erleben kurzfristig die gleiche positive Empfindung. Durch diese „emotionale Resonanz“ entsteht nicht bewusst eine starke Sympathie. Menschen machen bevorzugt Komplimente zu solchen Eigenschaften, die ihnen auch selbst zugeschrieben werden.
Komplimente werden oft als oberflächlich und sogar unehrlich verschrien. Man sollte sich also bemühen, nur ernst gemeinte Komplimente zu machen. Gerade durch den Vorsatz aber, häufige und ehrliche Komplimente machen zu wollen, eröffnet sich die Gelegenheit, in anderen Menschen bewusst die guten Seiten zu entdecken.
Umgangssprachlich gibt es die Ausdrucksform „Komplimente angeln“, womit gemeint ist, dass jemand versucht, aufgrund seines Verhaltens von anderen Komplimente zu erhalten. Dieses muss aber nicht unbedingt als negativ angesehen werden.
Eine Variante hiervon ist, seine Schwächen oder schwachen Seiten hervorzuheben, um daraufhin von anderen für die Stärken gelobt zu werden.
Laut einer Umfrage des Männermagazins Men’s Health aus dem Jahr 2008 hören Frauen von Männern am liebsten die Komplimente „Mhh, du riechst so unglaublich gut“ (58 %), „Ich liebe dein tolles Lächeln“ (56 %) und „Du bist das beste, was mir in meinem Leben bisher passiert ist“ (55 %).

## Tag der Komplimente
Inzwischen wurde auch ein Tag eingeführt, an dem besonders viele Komplimente gemacht werden sollen. Dieser ist jährlich am 24. Januar.